# Burnout 2: Point of Impact
Burnout 2: Point of Impact è il sequel di Burnout. Il gioco è stato creato da Criterion Games e pubblicato da Acclaim. È stato lanciato nel 2002 per PlayStation 2. E poi per il GameCube all'inizio di aprile 2003 ed è stato l'ultimo Burnout per console Nintendo. È stato poi pubblicato su Xbox a fine aprile dello stesso anno con un'edizione speciale, con caratteristiche migliorate.

## Modalità di gioco
Il gameplay di base di Burnout 2 è quello di gare, sia da solo, che contro il CPU o avversari umani. Si dovranno affrontare traffico, incroci complessi e gli ostacoli che possono rendere la guida ad alta velocità difficile. Al fine di viaggiare più velocemente, il giocatore ha bisogno di accumulare Boost. Questo può essere fatto guidando contromano, dietro gli angoli ad alta velocità, deviando per evitare di colpire il traffico e salti a velocità sostenuta. La collisione con il traffico o con lo scenario ad alta velocità fa sì che la macchina perda il controllo e si schianti. Il gioco include un "crash" mode, in cui il giocatore deve guadagnare punti causando danni ad altri veicoli. Vi è anche una modalità con polizia dove si dovrà arrestare un ragazzo, per questa modalità è necessario sbloccare una macchina. La versione Xbox possiede 21 verniciature per nuove vetture. Esso presenta inoltre un leaderboard online Xbox Live, che è stato il primo utilizzo di Xbox Live in un gioco di Burnout. Le altre versioni includono tutte le vetture personalizzate dalla versione Xbox, ma non hanno pelli personalizzabili, on-line, o colonna sonora personalizzata.

## Controversie
Per promuovere il gioco, Acclaim ha offerto  nel Regno Unito il rimborso per una volta ad ogni conducente che ha ricevuto una multa di eccesso di velocità. A seguito di una reazione negativa a questa da parte del governo del Regno Unito, il piano è stato annullato.